# Ложномускари
Pseudomuscari (лат.) — род многолетних травянистых луковичных растений подсемейства Пролесковые семейства Спаржевые.

## Виды
Род Pseudomuscari на конец 2014 года включает 7 видов:
- Pseudomuscari azureum — эндемик Турции. В культуре — популярное декоративное весеннецветущее растение для каменистых горок, рабаток, бордюров.

Синонимы: Muscari azureum, Bellevalia azurea, Hyacinthella azurea — Гиацинтик лазоревый.
- Pseudomuscari chalusicum — северный Иран.

Синонимы: Muscari chalusicum.
- Pseudomuscari coeleste — восточная Турция.

Синонимы: Muscari coeleste — Гадючий лук небесно-голубой, Bellevalia coelestis.
- Pseudomuscari coeruleum — эндемик Западного и Центрального Кавказа.

Синонимы: Muscari coeruleum — Гадючий лук синий, Bellevalia coerulea.
- Pseudomuscari forniculatum — северо-восточные районы Турции.

Синонимы: Muscari forniculatum — Гадючий лук сводообразный, Bellevalia forniculata.
- Pseudomuscari inconstrictum — Восточное Средиземноморье, Турция, северо-западные районы Ирана.

Синонимы: Muscari inconstrictum.
- Pseudomuscari pallens — восточное Закавказье, Дагестан.

Синонимы: Hyacinthus pallens, Muscari pallens — Гадючий лук бледный, Botryanthus pallens, Bellevalia pallens.